# Spreebrücke (Kiekebusch)
Die Spreebrücke bei Kiekebusch gehört zur Bahnstrecke Cottbus–Spremberg und wurde im Jahr 1867 eröffnet. Ihre Besonderheit sind die erhaltenen Blockhäuser zur militärischen Sicherung der Bahnstrecke an beiden Ufern der Spree.

## Baugeschichte

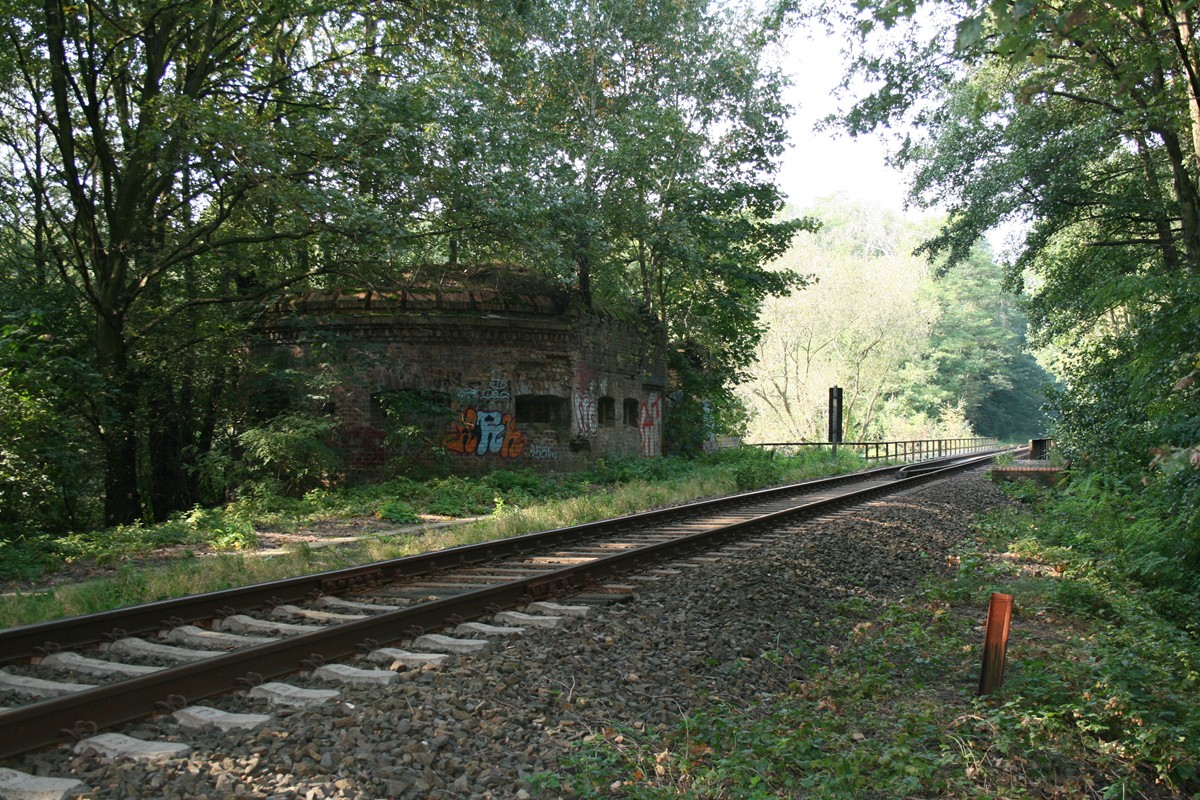
Südliches Blockhaus, 2011

Beim Bau der Spreebrücke in den 1860er Jahren musste die Berlin-Görlitzer Eisenbahn-Gesellschaft Auflagen zur militärischen Sicherung der Brücke umsetzen. Auf beiden Seiten der Spree waren Befestigungen zu errichten, die aus jeweils einem erdgedeckten gemauerten Blockhaus bestanden. Die sich daran anschließenden Mauern und Gittertore sollten die Zufahrt zur Brücke im Verteidigungsfall vollständig verschließen. In den Strompfeilern der Brücke waren Sprengkammern vorhanden. Die Befestigung sollte den Feind aufhalten, damit man Zeit zum Sprengen gewinnt.
Als Reparationsleistung wurde nach 1945 eines der beiden Streckengleise abgebaut. Der heute vorhandene Brückenüberbau stammt aus den 1950er Jahren. Trotz des Denkmalschutzes befinden sich die Blockhäuser in einem schlechten Zustand, da Baumbewuchs, eindringendes Wasser und Frostsprengungen deutlich erkennbare Risse und Abplatzungen entstehen lassen.